# Piptocephalis curvata
Piptocephalis curvata är en svampart som beskrevs av Baijal & B.S. Mehrotra 1968. Piptocephalis curvata ingår i släktet Piptocephalis och familjen Piptocephalidaceae.   Inga underarter finns listade i Catalogue of Life.